# Lilla

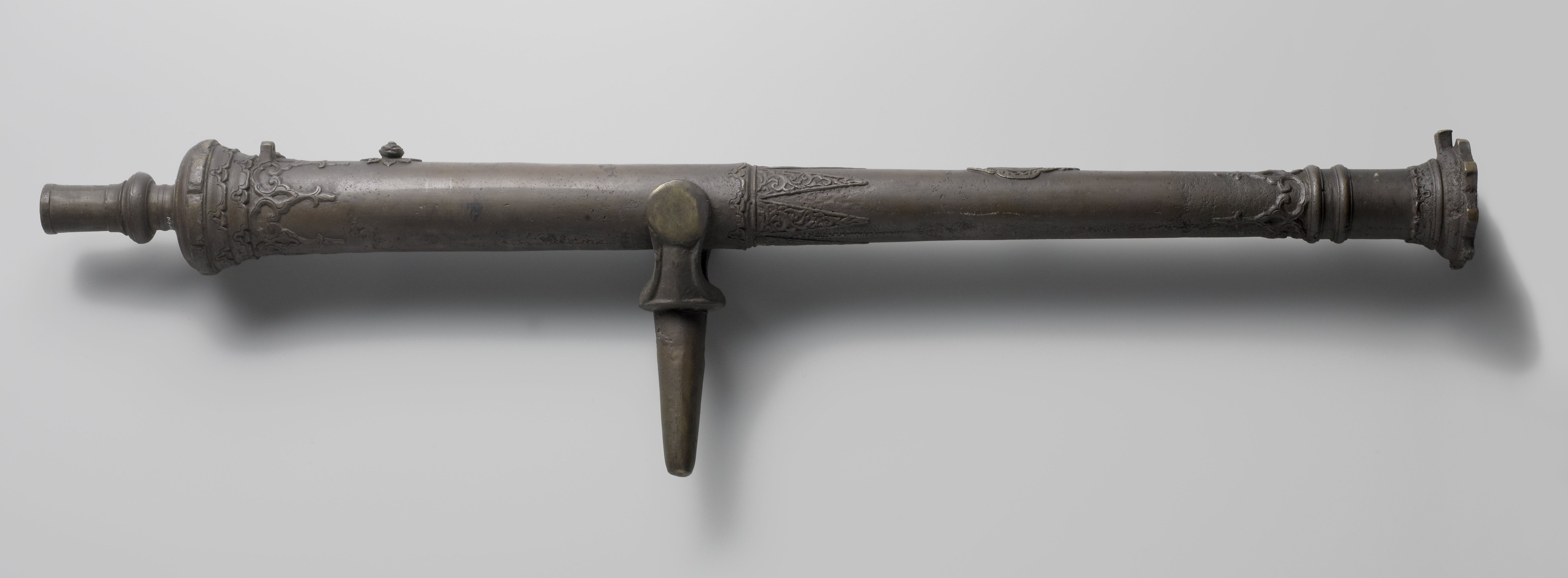
Lilla of draaibas met een achtkantige vuurmond en een versierde loop.

Een lilla of lila is een stuk scheepsgeschut dat draait om een zware pen, om in alle richtingen te kunnen vuren. Ze stonden bij verschansingen of op de kampanje en ze werden geladen met een kogel, schroot of kartetsen.
Zulke kleine lange draaibassen waren door heel Nederlands-Indië in gebruik en werden door inlanders gegoten. Iedere Molukse prauw (cora-cora) was bewapend met kleine bronzen lilla's.